# Bigfoot
Pour les articles homonymes, voir Sasquatch (homonymie) et Bigfoot (homonymie).
Le Bigfoot ou  Sasquatch est une créature légendaire qui vivrait au Canada et aux États-Unis. La multiplication des témoignages pourrait laisser penser qu'il ne s'agirait pas d'un individu, mais de plusieurs hypothétiques créatures.
Le nom Bigfoot (« grand pied » en anglais) lui a été donné par les premiers colons lors de la conquête de l'Ouest, du fait de sa grande taille présumée et surtout des empreintes gigantesques qu'il laisserait après son passage. Cet être humanoïde occuperait principalement les grandes chaînes de montagnes (Adirondacks, Rocheuses, et Appalaches) ainsi que les régions très boisées et faiblement peuplées par l'homme (les Everglades). Le nom sasquatch vient du halkomelem sésq̓əc, « géant velu »
Le terme autochtone « sasquatch » est plus utilisé au Canada, en particulier en Alberta et dans les chaînes de montagne, tandis qu'aux États-Unis et en Europe le terme « bigfoot » lui est préféré. Ces êtres sont généralement décrits comme étant des hominidés. L'absence persistante de preuve matérielle de son existence conduit toutefois la plupart des scientifiques à les considérer comme relevant du folklore.

## Histoire
Lorsque les premiers Européens débarquent aux Amériques, le Sasquatch est déjà mentionné par les peuples autochtones qui le dépeignent dans leur artisanat. Ces Premières Nations évoquent dans leur mythes des populations de géants vivant au cœur des forêts, certains étant plus ou moins hostiles à l'égard de l'homme comme le omah, le skoocoom, le stiyaha ou le Genoskwa. On retrouve ces récits aux quatre coins du continent nord-américain, de l'Oregon à la Floride en passant par le Canada et l'Alaska. En 1840, le révérend Elkanah Walker, missionnaire protestant, rapporte que les récits concernant ces géants sont nombreux parmi les Amérindiens vivant à Spokane, dans l'État de Washington. Ces derniers affirment que ces êtres volent du saumon et dégagent une forte odeur.

### XXesiècle
Avec l'expansion de la civilisation et la ruée vers l'or, les témoignages des autochtones se multiplient. En juillet 1924, un groupe de cinq mineurs travaille à extraire un filon d'or dans une région accidentée du Mont Saint Helens (Lewis River). Ils se sentent bientôt observés et trouvent des empreintes inhabituelles. L'un d'eux tire sur ce qui semble être un gros animal qui réussit à fuir. La nuit venue, leur cabane en bois est bombardée par des pierres et des branches. Au petit matin, les mineurs se résignent à quitter la montagne, non sans avoir abattu l'une de ces créatures qui chute dans un ravin. Bien que les mineurs ne veuillent pas de publicité, les faits sont relatés dans la presse. Le site est depuis connu sous le nom de Ape Canyon (« le canyon du singe ») (Forêt nationale Gifford Pinchot),.
La même année, un prospecteur du nom de Albert Ostman est prétendument enlevé par un groupe de créatures anthropomorphes alors qu'il campe dans une région sauvage de la Colombie-Britannique. Après une semaine de captivité, il aurait réussit à échapper à la vigilance de ses ravisseurs après que l'un d'eux est tombé malade en avalant son tabac à priser. Il ne raconte son histoire que bien des années plus tard, en 1957, ayant jusque-là craint les railleries. La crédibilité du témoignage d'Ostman a été cependant mise en doute par sa proximité avec des récits canadiens sur le Diable, sa divergence avec les autres témoignages sur le sasquatch, et par l'absence d'oublis de détails lors de répétition de son récit au cours du temps, ce qui irait contre les mécanismes normaux de la mémoire, et trahirait une histoire inventée de toutes pièces.
Des empreintes géantes de forme humaine ont été photographiées en 1958 sur un chantier Californien à Bluff Creek.
En 1967, Roger Patterson et Robert Gimlin présentent le populaire mais controversé documentaire Bigfoot (aussi connu sous le nom de Patterson-Gimlin film). Le 20 octobre, alors que les deux hommes s'aventurent à cheval dans les bois de Bluff Creek (Californie), ils aperçoivent une imposante créature au bord d'une rivière asséchée. Les chevaux se cabrent, affolés. Patterson met pied à terre et sort sa caméra d'une sacoche. L'être bipède s'éloigne d'un pas rapide, non sans se retourner plusieurs fois vers les deux hommes. Les partisans de l'existence du bigfoot soutiennent que de nombreux éléments penchent pour la crédibilité de cette vidéo ; notamment la démarche de la créature souvent rapprochée de celle du gorille, thèse renforcée par la protubérance d'os de la jambe, ressortant un pas sur deux. Chez les grands singes, cette démarche particulière est très connue des anthropologues. En outre, ils soutiennent que la longueur démesurée des bras, le buste et la tête de l'animal se tournant ensemble vers la caméra, le poids estimé à partir des empreintes (270 kg), le pas rapide mais aussi les muscles saillants écartent l'hypothèse d'un homme costumé,. Le documentaire de Christopher Loft, paru en 2009 a mis en évidence les travaux d'une équipe de scientifiques qui a permis de constater que si un homme peut imiter la démarche de la créature, certaines postures semblent impossibles à reproduire (flexion du genou), et les moyens techniques des costumiers de l'époque ne permettaient pas de créer un costume adapté à sa morphologie et sa musculature.
Des anthropologues et biologistes renommés comme Grover Krantz, Jeffrey Meldrum ou Ivan T. Sanderson analysent les témoignages et les preuves matérielles (empreintes, poils) de manière sérieuse.

### XXIesiècle

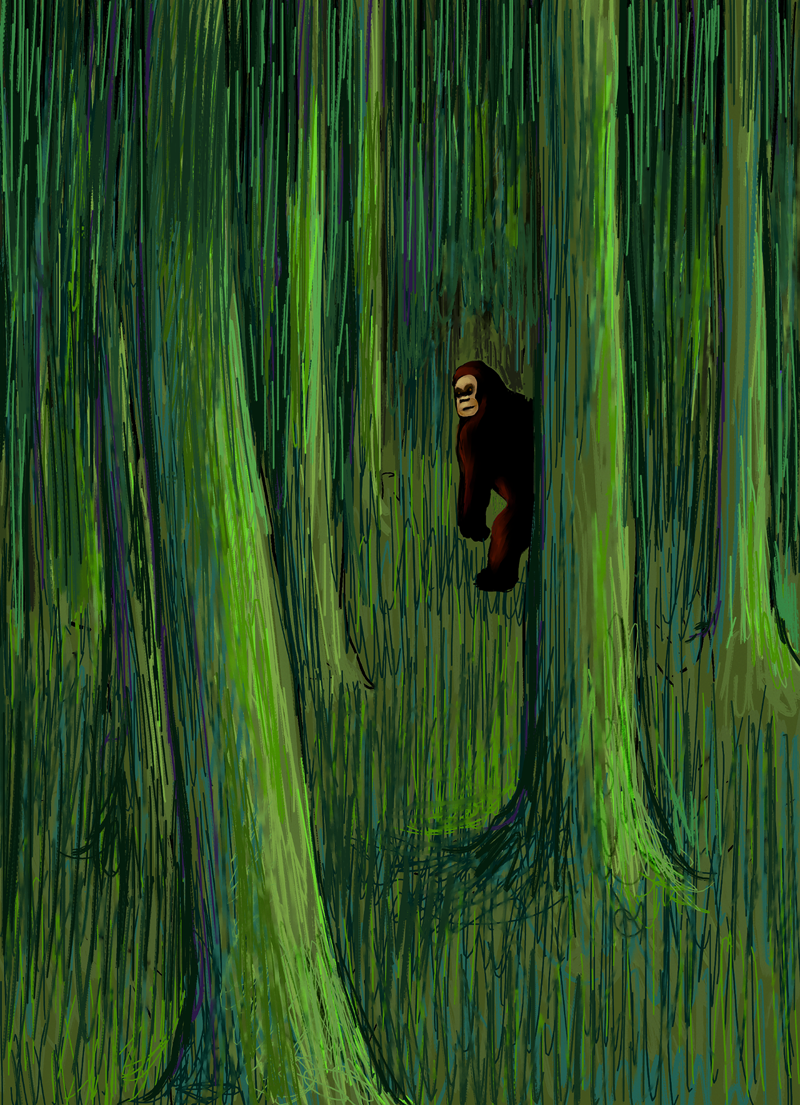
Une représentation du Bigfoot

Une nouvelle génération de chercheurs est apparue vers les années 2000, comme le Bigfoot Field Researchers Organization (BRFO) ou le TcsjrBigfoot. Ces chercheurs américains, le plus souvent de simples amateurs ou chasseurs, n'hésitent pas à s'enfoncer dans des zones de montagnes très peu explorées, voire à effectuer des recherches nocturnes sur des terrains accidentés dans l'espoir de filmer ou de photographier la ou les créatures.
Le 16 avril 2005, l'opérateur de ferry Bobby Clarke a raconté avoir vu une créature ressemblant à un bigfoot sur les berges du fleuve Nelson à Norway House, au Manitoba (Canada) ; il a pu filmer la scène. En juillet de cette même année, des habitants de Teslin, au Yukon, ainsi que de l'Alaska, ont affirmé avoir aperçu un sasquatch. Ils ont récupéré des touffes de poils dans des buissons. Après une analyse de l'ADN, le Dr David Coltman de l'Université de l'Alberta a annoncé qu'il s'agissait de poils de bison.
Le 14 décembre 2006, Shaylane Beatty, une habitante de Lac Dechambault, en Saskatchewan (Canada), conduisait en direction de la ville de Prince Albert quand elle affirme avoir vu une créature proche du bord de l'autoroute à Torch River. Plusieurs hommes du village se sont rendus sur place et ont trouvé des traces de pas qu'ils ont suivies dans la neige. Ils ont trouvé une touffe de poils bruns et pris des photographies des traces,.
Le 12 août 2008, deux américains affirment avoir trouvé, et stocké dans un congélateur, le cadavre d'un bigfoot de 270 kg. Plusieurs conférences de presse ont été données, notamment pour CNN. Il s'est révélé que le cadavre en question était un simple costume de gorille en caoutchouc. Les deux explorateurs avaient omis de déclarer qu'ils vendaient des produits dérivés liés à la légende du Bigfoot.
Le 24 novembre 2012, une équipe de scientifiques de la société DNA Diagnostics dirigée par le docteur Melba S. Ketchum, à Nacogdoches, Texas, a publié un communiqué de presse indiquant avoir confirmé l'existence d'une nouvelle espèce hybride d'hominidé vivant en Amérique du Nord et ce, sur la base d'analyse de l'ADN provenant d'échantillons de cheveux prélevés lors d'une prétendue rencontre avec Bigfoot. Cette étude aurait ainsi permis le séquençage de vingt génomes mitochondriaux et de trois génomes nucléaires. Cette annonce a ensuite été discréditée comme un travail génétiquement peu convaincant et publié dans une revue créée 9 jours avant la publication, dont ce fut l'unique numéro.

## Hypothèses et controverses
Des cryptozoologues sont partisans de l'authenticité du sasquatch. Ils affirment qu'une aire de répartition vaste n'est pas nécessairement contradictoire avec l'existence de cette espèce. Pour assurer sa survie, une espèce a besoin de centaines, sinon de milliers d'individus. Certains zoologues et cryptozoologues affirment qu'une zone aussi vaste que l'Amérique du Nord, avec ses immenses parcelles de terres quasiment impraticables la plupart du temps, rend possible qu'une espèce d'anthropoïde encore inconnue vive avec un millier de représentants, surtout si cette dernière peut sans difficulté fuir l'être humain.
Aucun cadavre de sasquatch n'a pu être retrouvé ni aucun spécimen capturé. Les supposées traces trouvées jusqu'ici (excréments, cadavres d'animaux tués d'une manière ne correspondant pas à celle de leurs prédateurs naturels ou bien énormes empreintes de pas laissées dans la terre) n'ont pas suffi à convaincre la communauté scientifique de son existence. La multiplicité des témoignages ne peut être retenue comme un argument probant (d'autant que certains se sont révélés être des canulars). Selon A. Boese, « Peu de scientifiques acceptent la probabilité de l'existence de telles créatures, la plupart considèrent que ces rapports sont une combinaison de folklore et de canular. »

### Des survivants de la Préhistoire
Le savant belge Bernard Heuvelmans, l'un des pères fondateurs de la cryptozoologie, est partisan de la théorie de la survivance d’espèces d’hominidés parallèles à Homo sapiens. Avec son apparence humanoïde velue, ses mains puissantes, son front fuyant et ses arcades sourcilières développées, les sasquatchs seraient les descendants d'une population ancestrale séparée des humains actuels.

### Un Gigantopithèque

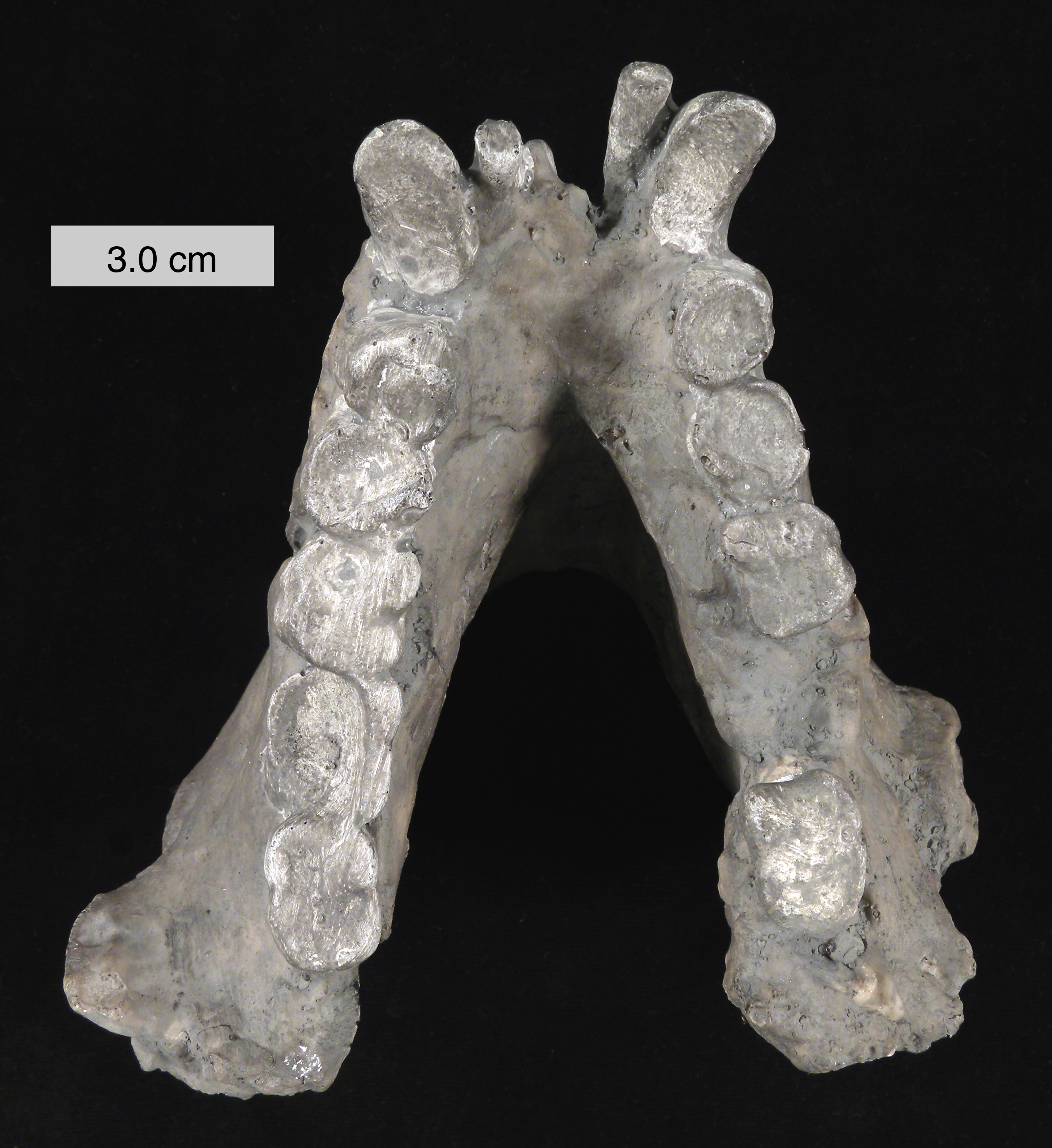
Moulage d'une mandibule de Gigantopithèque

L'anthropologue Grover Krantz soutient qu'une population survivante de Gigantopithecus blacki serait la meilleure hypothèse pour expliquer les observations réalisées en Amérique du Nord. D'après les analyses des restes fossiles de Gigantopithecus, il déduit que ces animaux étaient bipèdes. Geoffrey Bourne (en) a écrit que Gigantopithecus est un candidat plausible, étant donné que la plupart de ses fossiles ont été retrouvés en Chine, dont les forêts sont très similaires à celles du nord-ouest du continent américain. De nombreuses espèces sont passées d'un continent à l'autre par le détroit de Béring. Bourne écrit en particulier : « alors Gigantopithecus est peut-être le bigfoot du continent américain, ainsi peut-être que le yéti de l'Himalaya. » L'anthropologue Bernard G. Campbell soutient cependant le contraire : « Le fait que Gigantopithecus soit éteint a été remis en cause par ceux qui croient qu'il est le yéti de l'Himalaya et le sasquatch de la côte nord-ouest américaine. Mais les preuves d'existence de ces créatures ne sont pas convaincantes. » L'hypothèse Gigantopithecus est généralement considérée comme spéculative. La majorité des anthropologues pensent qu'il était quadrupède, et il serait improbable qu'il soit l'ancêtre d'un bigfoot bipède. En particulier, le poids de G. blacki aurait rendu difficile l'adoption de la bipédie par cette espèce. En outre, une analyse du film de Patterson et Gimlin montre qu'aux plans 369, 370, 371 et 372, il est possible de voir une mandibule élancée, incompatible avec celle massive de Gigantopithecus blacki.

## Enquêteurs indépendants notables sur le Bigfoot
David Paulides, ancien policier, a recueilli et documenté les témoignages de près de 45 témoins ayant déclaré avoir vu le Bigfoot.

## Sasquatch et bigfoot dans la culture

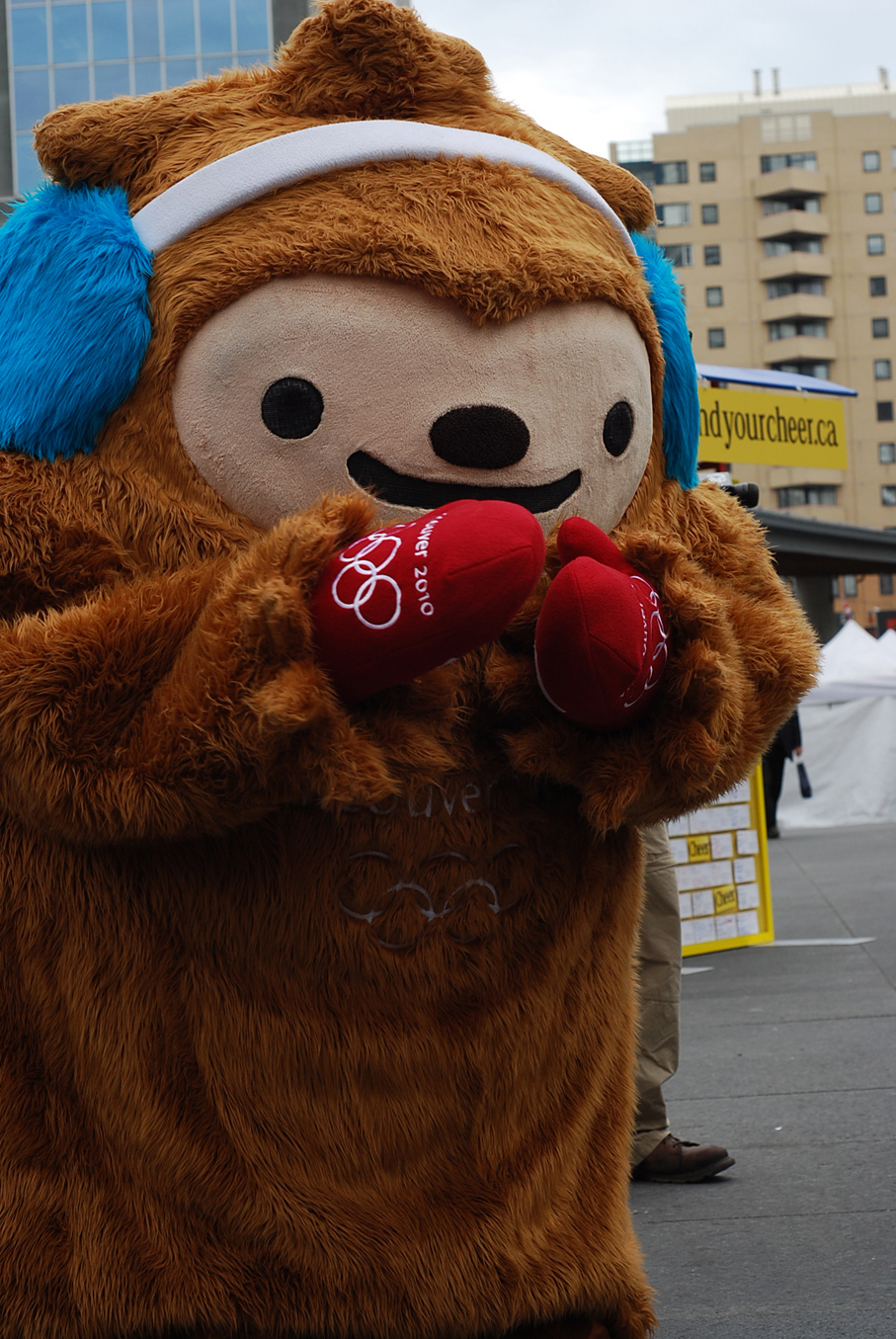
Quatchi

### Fêtes
La ville de Willow Creek (Californie) organise chaque année un grand défilé en l'honneur de cet animal légendaire.

### Littérature
Le roman d'Edward Hoagland Sept Rivières (Éditions Phébus, 1999) fait mention, entre autres, de la recherche du bigfoot dans les montagnes canadiennes. Il rapporte en particulier les indications données par les indiens Sarsi, Thoadlenni et Sinkink.
Le roman Himalaya de Nicholas Luard (Random Century Group, Londres, 1992) raconte l'histoire d'une fillette qui se retrouve à vivre dans une tribu de mystérieux anthropoïdes qui sont en fait des yétis.     
La série de livres Gardiens des Cités Perdues de Shannon Messenger (Éditions Lumen, 2015) évoque la présence de yétis, souvent appelés « sasquatchs ». Ils sont décrits comme étant une grande créature verte et velue dotée d'une paire d'yeux perçant et d'un nez crochu. 

Reconstitution supposée d'une rencontre avec le Bigfoot

### Cinéma
Le Bigfoot a été au centre de beaucoup de films, où il est tantôt un antagoniste, tantôt une créature gentille et douce. Il apparait surtout dans des téléfilms plus ou moins connus mais aussi dans des found footage (comme dans Exist, un film réalisé par l'un des créateurs du Projet Blair Witch, Eduardo Sánchez). Quelques exemples :
- Bigfoot Junior est un film d'animation sorti en 2017, qui raconte l'histoire d'un jeune garçon qui découvre que son père est Bigfoot et qu'il a des capacités surhumaines.
- Une comédie américaine centrée sur un sasquatch, Bigfoot et les Henderson, est sortie en 1987. Elle a inspiré une série télévisée du même genre intitulée Harry et les Henderson.
- Le sasquatch est évoqué dans le film Tenacious D in the Pick of Destiny et fait l'objet d'une chanson du même groupe, nommée « Papagenu » (2002)
- Sasquatch : La Créature de la forêt (The Untold) de Jonas Quastel (2002)
- The Man Who Killed Hitler and Then The Bigfoot, de Robert D. Krzykowski (2018)
- Big Legend, de Justin Lee (2018)
- Primitifs (Sasquatch Sunset) de David Zellner et Nathan Zellner (2024)

### Télévision
- Dans Sanctuary, Bigfoot est un ancien patient du Dr Magnus devenu son assistant après qu'elle lui a retiré plusieurs balles du corps.
- Dans Marshall et Simon (Eerie Indiana), on peut voir un bigfoot vider une poubelle dans le générique.
- Le sasquatch joue un rôle important dans un épisode de la série MacGyver (saison 3, épisode 4, Le Bateau fantôme). Des Amérindiens parlent aussi de cette légende lors de cet épisode.
- Dans l'épisode L'Abominable Homme des bois de la série animée Les Simpson, Homer est confondu avec un bigfoot après être tombé dans la boue.
- Cette créature fait l'objet du 7e épisode de la 4e saison de la série de documentaires Alien Theory qui est une série traitant de la venue des extraterrestres sur notre planète[31].
- Dans un épisode de Futurama (du même créateur que Les Simpsons), Fry tente de prendre en photo un bigfoot.
- Dans l'épisode 20 de la saison 5 de Castle intitulé À la recherche de l'homme singe, Richard Castle et Kate Beckett enquêtent sur un meurtre qui les mènera au Bigfoot.
- Dans l'épisode 7 de la saison 1 de Malcolm in the Middle, pour couvrir Francis ayant fait une fugue, Malcolm baratine une histoire de sasquatch affamé caché dans le jardin.
- Bigfoot est un robot construit par des extra-terrestres dans 5 épisodes de L'homme qui valait trois milliards (épisodes 16 et 17 de la saison 3, épisodes 1 et 2 de la saison 4, épisode 5 de la saison 5).
- Dans l'épisode 17 de la saison 3 de iCarly, Carly, Sam, Freddie et Spencer partent à la recherche de Bigfoot au mont Baker National Forest.
- Dans American Dragon: Jake Long, l'épisode « Hairy Christmas » (2006) est dédié au Bigfoot.
- Dans La Ferme en folie, qui suit les aventures des protagonistes animaux après le film La Ferme en folie, Bigfoot est un personnage assez récurrent qui se cache d’abord car craint de la population, puis se montre en public après que les gens ont découvert qu'il chante comme une diva et qui à la suite de cela, devient une star. Il vole et n'aime pas les flashs d'appareils photos.
- Il y de nombreuses apparitions de Bigfoot dans le sixième épisode de la première saison d'American Horror Stories, une série basée sur les récits horrifiques du folkore populaire.
- Dans l'épisode 19 de la saison 5 de Code Quantum « L'homme préhistorique », le Bigfoot fait une apparition avant que Sam Becket fasse son saut dans le temps.

### Bande dessinée
- Carthago Adventures: Bluff Creek : de Christophe Bec et Jaouen Salaün[32].
- Big Foot est une bande dessinée de Nicolas Dumontheuil s'inspirant librement du roman de Richard Brautigan The Hawkline Monster: A Gothic Western sur le mythe du bigfoot.
- Dans les comics Marvel, un superhéros canadien, membre de la Division Alpha, porte ce nom de code car il a la particularité de se transformer en cet animal.

### Publicité
- Le sasquatch est utilisé depuis quelques années dans une campagne publicitaire humoristique canadienne anglaise pour faire la promotion de la bière Kokanee brassée par la Columbia Brewery (en) de Creston (Colombie-Britannique), une filière de InBev.
- Le sasquatch est également utilisé dans une publicité de la marque de voiture Hyundai. La compagnie utilise cet animal légendaire pour introduire sa nouvelle voiture de 2013.

### Jeux
- Dans le jeu de NES Mother, il est possible d'affronter le Big foot un peu avant Snowman.
- Dans le quatrième et dernier volume de la série de livres-jeux Les Messagers du temps, le héros et son associé doivent faire face à un sasquatch et peuvent soit l'affronter face à face, soit l'empoisonner.
- Dans le jeu vidéo Red Dead Redemption: Undead Nightmare, le joueur peut activer une mission lui demandant de chasser plusieurs sasquatchs.
- Dans le jeu de carte parodique Munchkin 2 : Hachement mieux, on peut trouver un monstre nommé Bigfoot, alias grands pieds, qui écrase et dévore le chapeau de ses victimes.
- Dans le jeu League of Legends, un des personnages est un garçon nommé Nunu, monte un yéti nommé Willump et possède un skin (changement d'apparence) qui se nomme Nunu Sasquatch.
- Dans le jeu Grand Theft Auto V, il est possible d'apercevoir un sasquatch lors d'une mission à bord d'un hélicoptère. De plus à la fin du jeu le joueur peut activer une mission lui demandant de traquer et tuer un bigfoot.
- Dans Les Sims 2, un Bigfoot sobrement appelé Bigfoot se promène dans le jeu et il est possible d'interagir avec lui, dans l'unique condition de lui offrir à manger tous les jours.
- Dans le jeu en ligne The Secret World, on peut rencontrer des sasquatchs, liés à la tribu Wabanaki.
- Sasquatch est un personnage du Darkstalkers.
- Dans Assassin's Creed III, le personnage principal peut accomplir une mission secondaire consistant à recueillir des témoignages de frontaliers, qui ont aperçu un sasquatch voleur et insaisissable. La créature s'avère finalement n'être qu'un homme très grand, barbu et vêtu d'épaisses fourrures, vivant dans une grotte aménagée et à l'écart des hommes.
- Dans le jeu vidéo BIGFOOT, le joueur doit chasser un bigfoot dans une forêt, le capturer et ainsi savoir ce qui est arrivé à un groupe de touristes disparus dans cette forêt.
- Dans le jeu Fortnite , il est disponible en tant que skin.
- Dans le jeu de société Unmatched, Bigfoot est l'un des combattants disponibles.

### Sport
Quatchi, un jeune sasquatch fan de hockey et de sports d'hiver, était l'une des mascottes des Jeux olympiques d'hiver de Vancouver en 2010.

### Musique
- Le sasquatch partage la vedette dans le clip musical de la chanson « Triple Trouble » de la formation Beastie Boys.
- Il apparaît aussi dans le vidéo clip Sasquatch and Trippy Mushrooms du Tenacious D.
- « Sasquatch » est un titre du groupe de rock progressif Camel publié en 1982 dans l'album The Single Factor.
- « Sasquatch » est un titre du rappeur Earl Sweatshirt en featuring avec Tyler, The Creator paru en 2013 dans l'album Doris.
- « Sasquatch » est un single de Ice Cube paru en 2013.
- « Bigfoot » est un titre du duo de DJ's néerlandais W&W sorti en 2015.